# Marina di Campo repülőtér
A Marina di Campo (IATA: EBA, ICAO: LIRJ) Olaszország egyik repülőtere, amely Campo nell’Elba község területén található. Éves utasforgalma 9227 fő . Ez a harmadik jelentős repülőtér Toszkánában a pisai és a firenzei repülőtér után. 2017-ig a repülőtér a Silver Air légitársaság bázisrepülőtere volt.
A repülőtér 1963-ban nyílt meg.

## Futópályák
A repülőtér futópályái:
- 16/34 (949 m, 23 m, aszfalt)

## Forgalom
Az utasforgalom az elmúlt években az alábbi módon változott:
| Utasok száma | 893  | 914  | 835  | 9821 | 12 804 | 17 009 | 9473 | 9227 |
|              | 1999 | 2000 | 2001 | 2002 | 2006   | 2015   | 2016 | 2017 |

## Légitársaságok és úticélok
2025-ben a Marina di Campo repülőtérről az alábbi járatok indulnak (Utoljára frissítve: 2025-03-20):
| Légitársaság           | Célállomások                                     |
| ---------------------- | ------------------------------------------------ |
| Mannheim City Airlines | Szezonális: Mannheim (kezdődik 2025 május 8-tól) |
| Swiss Flight Services  | Szezonális: Bern, La Chaux-de-Fonds              |